# Piano Track
Piano Track és una instal·lació artística feta per Jordi Benito el 1990 i insal·lada a la Universitat Autònoma de Barcelona el 1994. Forma part de la col·lecció permanent del MACBA, procedent del Fons d'Art de la Generalitat de Catalunya.

## Descripció
Objecte habitual en la iconografia de Jordi Benito, el piano es converteix aquesta vegada en un objecte d'art públic. Produït l'any 1990, el 1994 va ser instal·lat al campus de la Universitat Autònoma de Barcelona, a la pineda del Rectorat. Benito situa un piano de cua de ferro sota els pins i al damunt hi diposita dues grans pedres amb forma d'escaire i amb unes incisions geomètriques horitzontals. La lleugeresa del so i la intangibilitat de la música contrasten amb el pes i la contundència matèrica de la pedra.
Tant en el seu vessant de body art i de performance com en les seves instal·lacions i escultures, Jordi Benito ha incorporat el piano en nombroses obres i múltiples formats. De fet, ha estat una icona central en el seu univers creatiu. Ha penjat pianos al sostre, els ha cobert de branques d'arbre, ha realitzat accions en col·laboració amb Carles Santos i ha aplicat fórmules matemàtiques. Si bé en les seves impactants performances i accions de body art dels anys setanta i vuitanta ja havia incorporat la música –i en especial l'òpera de Wagner–, en el seu treball posterior d'instal·lacions la figura del piano evoca el seu interès per la música.